# La falce dei cieli
La falce dei cieli (The Lathe of Heaven) è un romanzo di fantascienza di Ursula K. Le Guin del 1971. Ha vinto un Premio Locus ed è stato candidato al Premio Hugo e al Premio Nebula.
Dal romanzo sono stati tratti due film per la televisione, il primo nel 1980 e un secondo nel 2002.

## Trama
George Orr si accorge che i suoi sogni iniziano a diventare realtà. Il dottor Haber cerca di influenzare i sogni di Orr piegandoli ai suoi desideri. Orr diventa il riluttante strumento nelle mani del dottor Haber nel creare e distruggere diversi universi possibili, alla ricerca del mondo perfetto voluto da Haber. Ma è questo il modo giusto di cambiare le cose? Ben presto ogni utopia pensata diventa un incubo.
Orr sogna di basi costruite sulla luna, che vengono attaccate da alieni provenienti da Aldebaran.

## Edizioni
(elenco parziale)
- Ursula K. Le Guin, The Lathe of Heaven, 1971.
- Ursula K. Le Guin, La falce dei cieli, traduzione di Riccardo Valla, collana Biblioteca Cosmo n° 1, Editrice Nord, 2005,  p. 230, ISBN 88-429-1360-X.